# Portret Juliusza II

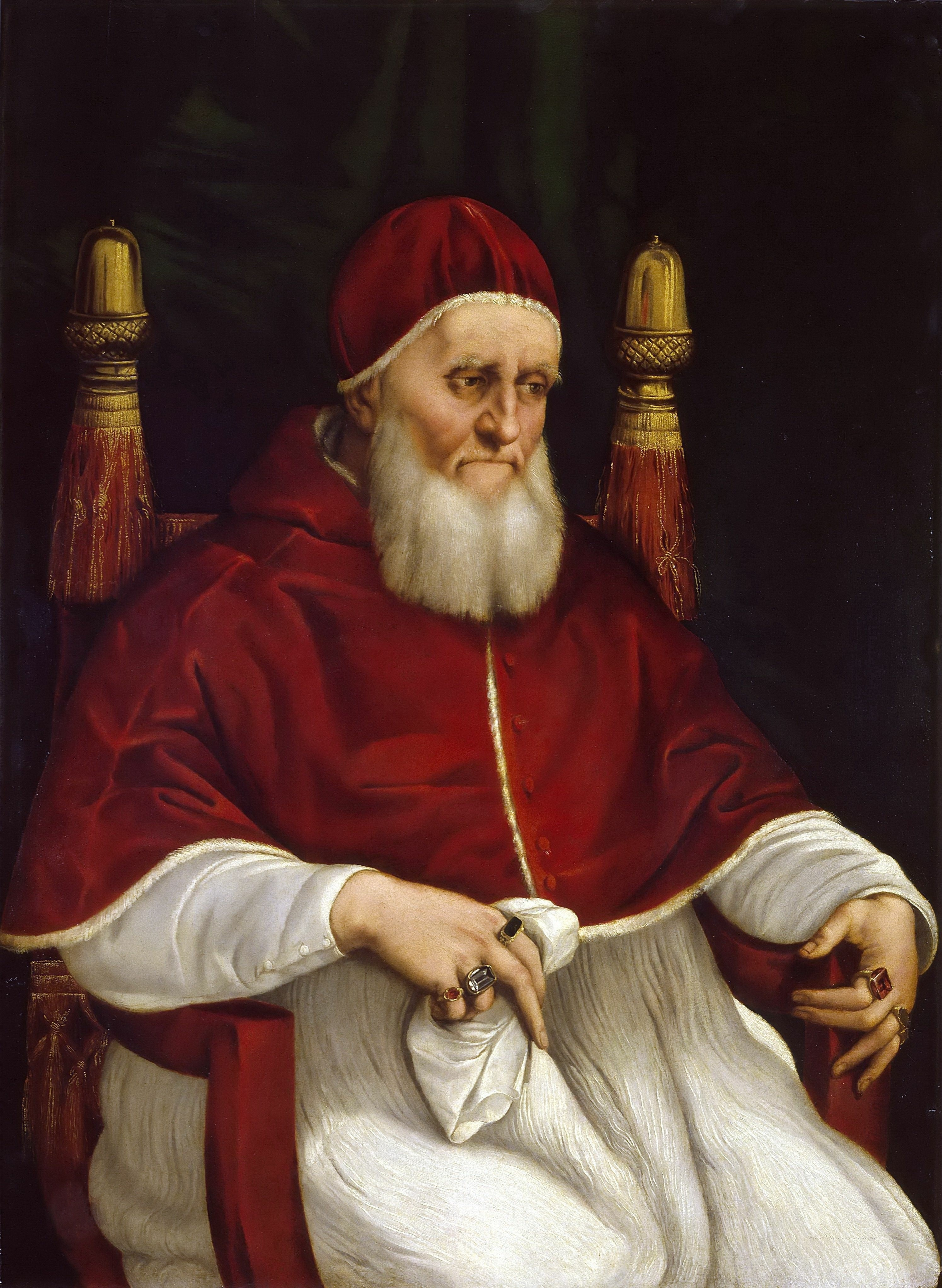
Wersja portretu z Galerii Uffizi

Portret Juliusza II – obraz renesansowego malarza Rafaela Santiego namalowany w latach 1511–1512.

## Historia obrazu
Obraz został namalowany na zlecenie papieża Juliusza II, który podarował dzieło kościołowi Santa Maria del Popolo w Rzymie. Portret został po raz pierwszy zaprezentowany widzom 12 grudnia 1503 roku, już po śmierci papieża. Obraz stał się w wzorem portretu papieskiego, na którym wzorowali się inni malarze w ciągu następnych dwustu lat. Po śmierci papieża obraz był wystawiany w wybrane święta. Przez pewien czas podejrzewano, że autorem portretu był Giorgio Vasari. W 1591 roku obraz trafił do zbiorów Scipiona Borghesea. W 1824 roku obraz został zakupiony przez National Gallery w Londynie.

## Opis obrazu
Obraz przedstawia papieża Juliusza II siedzącego na fotelu. Na jego twarzy Santi odtworzył rysy zamyślonego, poważnego i skupionego na ważnych zadaniach mężczyznę. Twarz Juliusza II jest mięsista i zaczerwieniona, zmęczone oczy są okalane głębokimi zmarszczkami. Broda papieża została zapuszczona na znak upokorzenia w latach 1511–1512 po tym, jak podczas jednej z kampanii wojskowej utracił miasto Bolonię. Zarost zgolił w 1512 roku. Ten fakt z życia papieża pozwala na określenie daty powstania dzieła. Biała broda kontrastuje z czerwonym tłem. Juliusz II znany był ze zmienności charakteru, z wybuchowości i gwałtowności, a zarazem z umiłowania do sztuki i architektury. Zmienne cechy papieża Rafael ujął właśnie w symbolice dłoni. Juliusz II siedzi na ciężkim fotelu wykończonym dwoma żołędziami z brązu, stanowiącemu aluzję do rodowego nazwiska papieża (il rovere – dąb szypułkowy). Zieloną kotarę w tle zdobi motyw skrzyżowanych kluczy, stanowiący symbol papiestwa.
Istnieją dwie kopie tego obrazu. Jedna z nich znajduje się w zbiorach Galerii Uffizi we Florencji, druga w Palazzo Pitti tamże. Kopię z Uffizi namalował jeden z uczniów Rafaela, zaś wersję ze zbiorów Palazzo Pitti przypisuje się Tycjanowi.